# Gatika
Gatika – gmina w Hiszpanii, w prowincji Biskaja, w Kraju Basków, o powierzchni 17,42 km². W 2011 roku gmina liczyła 1623 mieszkańców.